# Bricookea
Bricookea es un género de hongos (fungi) en la familia Phaeosphaeriaceae.